# Cephalodella pachydactyla
Cephalodella pachydactyla är en hjuldjursart som beskrevs av Wulfert 1937. Cephalodella pachydactyla ingår i släktet Cephalodella och familjen Notommatidae. Arten är reproducerande i Sverige. Inga underarter finns listade i Catalogue of Life.